# Айнзідельн
Айнзідельн (нім. Einsiedeln) — місто в Швейцарії в кантоні Швіц, округ Айнзідельн. У місті розташоване Айнзідельнське абатство.

## Географія
Місто розташоване на відстані близько 105 км на схід від Берна, 14 км на північний схід від Швіца.
Айнзідельн має площу 98,9 км², з яких на 5,9 % дозволяється будівництво (житлове та будівництво доріг), 47,1 % використовуються в сільськогосподарських цілях, 44,2 % зайнято лісами, 2,9 % не є продуктивними (річки, льодовики або гори).

## Демографія
2019 року в місті мешкало 16 106 осіб (+12 % порівняно з 2010 роком), іноземців було 16,6 %. Густота населення становила 163 осіб/км².
За віковим діапазоном населення розподілялося таким чином: 20 % — особи молодші 20 років, 61,3 % — особи у віці 20—64 років, 18,7 % — особи у віці 65 років та старші. Було 6944 помешкань (у середньому 2,3 особи в помешканні).
Із загальної кількості 6871 працюючого 522 було зайнятих в первинному секторі, 1902 — в обробній промисловості, 4447 — в галузі послуг.